# Bram Erasmus
Abraham Jannis (Bram) Erasmus (Breskens, 20 juni 1914 – Vlissingen, 11 november 1965) was Engelandvaarder.
Bram Erasmus was de zoon van een kustvisser. Hij was zeeman in hart en nieren maar had ook allerlei andere baantjes gehad. Hij had op de Rijnvaart gevaren, op tankschepen van de Steenkolen Handels Vereeniging, en als matroos op de kustvaarder MS Waterweg. Hij had ook baantjes aan wal gehad. Hij was getrouwd met Elizabeth Catharina du Bois. Het echtpaar scheidde in 1941.

## Engelandvaart
Eind mei 1942 werd hij benaderd door een Vlissingse zeeloods, NSB'er Jan Kielema (1892-1965), die hem vroeg of hij voor de Duitsers naar Engeland wilde gaan. Erasmus was inmiddels gescheiden, dacht na en stemde toe. Op 6 juli moest hij zich met Kielema melden in hotel Clarence in Scheveningen. Daar ontmoetten ze Beckers, die hem een beetje verhoorde en hem vertelde dat hij in Engeland voor de Duitsers zou moeten spioneren. Ze hadden nog iemand nodig en Bram stelde zijn broer Jaap voor. Jaap (1909-1996) werd ook ondervraagd en goedgekeurd door Coenrad, en beide broers kregen een spoedcursus spionage.
Ze kregen te horen dat er ook drie Duitsers met hen mee zouden gaan, Coenrad, Hiller en Küchling. Toen er een openbare inschrijving in Vlissingen was, kochten Küchling, Coenrad en Bram Erasmus een boot voor 4000 gulden. De boot was 14 meter lang en had een Duits visserijnummer HS 126. Samen met zijn broer maakte Bram het schip klaar voor de overtocht. Kielema gaf hem goede kaarten.
Op 7 september voeren Bram en Jaap even naar Breskens om de verjaardag van hun broer te vieren en de familie nog eenmaal te zien. Het vertrek zou over enkele dagen plaatsvinden.
Van Küchling en Coenrad kregen ze nog enkele schuiladressen op die ze uit hun hoofd moesten leren. Ook kregen ze elk een alias: Bram werd Calvin en Jaap werd Swingly.
Na enige vertraging was het vertrek op 30 september 1942. Bram kreeg nieuwe weerberichten van Kielema, die hem terloops vertelde dat hij thuis een zender en ontvanger had. Toen het donker was vertrok de groep, en de volgende dag kwamen ze al bij de Engelse kust aan. Ze werden door een Engelse kotter naar de haven van Ramsgate gebracht.
Daar werden de broers na een verhoor, waarin ze vertelden wat hun in Nederland was overkomen, aangehouden. Op 8 maart 1943 kwamen ze vrij, waarna Bram bij de koopvaardij ging en zijn broer Jaap in militaire dienst ging waar hij telegrafist werd.
Kielema werd na de oorlog in Rotterdam opgepakt en veroordeeld tot zeven jaar cel; in 1950 kwam hij vervroegd vrij.